# Иммель, Владимир Флорианович
Владимир Флорианович Иммель (29 октября 1966) — советский и российский футболист, выступавший на позиции защитника и полузащитника.

## Биография
Воспитанник СК «Молния» (г. Омск), где занимался у тренера Вячеслава Степановича Мартынова. Дебютировал во взрослом футболе 17 октября 1983 года в возрасте 16 лет, выйдя в стартовом составе на матч заключительного тура второй лиги СССР против «Геолога», и отыграл 70 минут. По итогам сезона «Иртыш» выиграл зональный турнир и вышел в первую лигу. В 1984 году Иммель также сыграл за команду только один матч и покинул клуб после окончания сезона. Вернулся в «Иртыш» в 1988 году и в его составе провёл три полноценных сезона во второй лиге, а в 1991 году выступал за команду во второй низшей лиге. После распада СССР продолжил играть за «Иртыш» в первой лиге России, где провёл 123 матча и забил 4 гола. В 1996 году перешёл в омское «Динамо» из второй лиги, где отыграл ещё четыре сезона. Завершил профессиональную карьеру в 1999 году.
После завершения карьеры продолжал выступать в городских и областных соревнованиях за команду «Молния», а также работал тренером в СДЮСШОР «Иртыш». Футбольный судья первой категории, с 2017 года обслуживает матчи чемпионата омской области и города Омска среди любительских команд.
Его сын Евгений (р. 1988) также занимался футболом. Воспитанник СДЮСШОР «Иртыш». В 2007 и 2008 годах сыграл за «Иртыш» 9 матчей во второй лиге. В 2010 году выступал в любительской лиге за клуб «Сызрань-2003».